# Aleksandra Valerjevna Petrova
Aleksandra Valerjevna Petrova (russisk: Александра Валерьевна Петрова; 18. september 1980, Tjeboksary, Rusland – 17. september 2000, ibid.) var en russisk model og skønhedsdronning, vinder af Miss Rusland i 1996 og af andre skønhedskonkurrencer.
I Miss Rusland finalen den 14. december 1996, afholdt i Velikij Novgorod, blev den 16-årige Aleksandra Petrova kåret som den smukkeste af de 40 deltagende, som hver især var vinder af regionale konkurrencer. Som vinder af Miss Rusland repræsenterede hun i 1999 Rusland i den internationale konkurrence Miss Universe.
Den 17. september 2000, dagen før hendes 20års fødselsdag, blev Aleksandra dræbt af et skud i hovedet. Sammen med hende blev også to forretningsmænd der befandt sig i samme lejlighed dræbt.
| Efterfulgte: Elmira Albertovna Tujusjeva | Miss Rusland 1996 | Efterfulgtes af: Jelena Gennadjevna Rogosjina |